# Henry Boyle Townshend Somerville
Henry Boyle Townshend Somerville (* 7. September 1863 in Castletownshend, County Cork; † 24. März 1936 ebenda) war ein britischer Marineoffizier, Ozeanograf und Archäoastronom. In seinem Ruhestand wurde Somerville von der Irish Republican Army ermordet, womit der Wiederaufstieg der IRA und lange Jahre des Terrors in Irland begannen.

## Leben
Somerville trat 1877 als Kadett in die Royal Navy ein und wurde als Seevermesser ausgebildet. 1912 wurde er zum Kapitän und am 1. August 1919 zum Vizeadmiral befördert; am 2. August 1919 trat er in den Ruhestand ein. Im Ruhestand wurde er zum Konteradmiral befördert. 1923 war Somerville Vorsitzender eines Komitees der britischen Admiralität, das die Tidenvorhersagen vereinheitlichen sollte; aus dieser Arbeit ging das Werk Ocean Passages for the World hervor.
Seine während einer Vermessungsreise im westlichen Pazifik zusammengestellte umfangreiche Sammlung von Gegenständen der Ureinwohner der Salomon-Inseln spendete er 1895 dem Pitt Rivers Museum in Oxford. 1905 kommandierte er die HMS Skylark während der Vermessung der Küste Ceylons und einer Expedition im Indischen Ozean.
1908 las er während einer Vermessungsfahrt in britischen Gewässern ein Buch, das einen Zusammenhang zwischen Steinkreisen bzw. Menhiren und astronomischen Erscheinungen nahelegte. Danach widmete er einen Teil seiner Zeit der Vermessung von prähistorischen Monumenten in Großbritannien, Irland und anderen Staaten. Seine Expertise auf dem Gebiet der Archäoastronomie wurde anerkannt und Somerville verfasste Beiträge zur Zeitschrift „Antiquarian Magazine and Bibliographer“.

### Der Mord an Somerville
Seinen Ruhestand verbrachte Henry Somerville im Familiensitz The Point in Castletownshend bei Cork in Irland. Dort wurde er am 24. März 1936 von Angehörigen der Irish Republican Army ermordet. In einem zurückgelassenen Bekennerbrief bezichtigten sie ihn, Iren für das Britische Heer angeworben zu haben. Der Bischof von Ross distanzierte sich für die katholische Kirche von der Tat, im irischen Parlament sprach die Regierung der Familie ihr Beileid aus. Für den Mord wurde nie jemand verhaftet.
Der Anschlag war vom kommandierenden Offizier der IRA im County Cork, Tom Barry, autorisiert worden, auch wenn er sich später insofern davon distanzierte, er habe keine Ermordung genehmigt. Er beschuldigte Somerville, er habe Rekruten für die Royal Navy geworben. Zusammen mit einem anderen Vorfall, bei dem ein Informant erschossen wurde, führte der Anschlag zu einem Zusammenbruch der Beziehungen zwischen der IRA und der Regierungspartei Fianna Fáil. Am 18. Juni 1936 wurde die IRA in der Republik Irland für illegal erklärt.
Der Schriftsteller Joseph O’Neill hat 1997 den Mord aufgeklärt. Es stellte sich heraus, dass sein eigener Großonkel Tadhg Lynch, damals ein hoher IRA-Offizier (adjutant-general), Angela Lynch sowie Joe Collins den Anschlag ausgeführt hatten; außerdem wurde ihm die Tatwaffe ausgehändigt. Da alle Attentäter bis dahin gestorben waren, konnten sie nicht mehr zur Verantwortung gezogen werden (Joe Collins hatte im Zusammenhang mit einem versuchten Bombenanschlag in Manchester neun Jahre in einem britischen Gefängnis verbracht). In seinem Buch Blood-Dark Tract kommt O’Neill zu dem Ergebnis, dass Somerville sterben musste, weil er der protestantischen Minderheit in der Republik Irland angehörte. Zahlreiche katholische Iren, die ebenfalls Rekruten an die britischen Streitkräfte vermittelt hätten, seien nie von der IRA belästigt worden.

## Ehrungen
Für seine Dienste wurde Somerville mit dem Order of St Michael and St George ausgezeichnet.
Nach Somerville wurden verschiedene Tier- und Pflanzenarten benannt:
- Cycloseris somervillei (Gardiner 1909), eine Steinkoralle
- Acanthopathes somervillei (Forster-Cooper 1909), eine Schwarze Koralle
- Begonia somervillei Hemsley

Auch die Somerville-Bank bei 12° 40′ S, 60° 50′ O im Indischen Ozean wurde nach ihm benannt.

## Werke
- A Vocabulary in various dialects used in some islands of the New Hebrides, South Pacific (1892)
- Notes on some islands of the New Hebrides (1893)
- Songs and specimens of the language of New Georgia, Solomon Islands. With an introductory notice of Melanesia and New Guinea songs by Sidney H. Ray (1897)
- Report on sounding cruise of H.M.S. "Egeria" (Commander Morris H. Smyth) on the proposed Pacific cable route: N. Pacific Ocean, 1899 (1900)
- Ocean Passages for the World (1923)
- The Chart-Makers (1928)
- Commodore Anson's Voyage into the South Seas and Around the World (1934)
- Will Mariner: a true record of adventure (1936)
- Records of the Somerville Family of Castlehaven & Drishane from 1174 to 1940 (postum; mit Edith Anna Somerville; 1940)